# Bolszoj Dwor (rejon szeksniński)
Bolszoj Dwor (ros. Большой Двор) – wieś (dieriewnia) w Rosji, w obwodzie wołogodzkim, w rejonie szeksnińskim. W 2021 liczyła 8 mieszkańców.